# Spencer Gore
Spencer William Gore (10 maart 1850 - 19 april 1906) was een Brits tennisser en cricketer.
Hij werd geboren in Wimbledon Common in zuid-west Londen. Gore is bekend geworden als de allereerste winnaar van het tennistoernooi van Wimbledon in 1877. In de finale versloeg hij William Marshall in drie sets, 6-1, 6-2, 6-4. Als regerend kampioen was hij het volgende jaar automatisch geplaatst voor de finale, maar hij verloor deze van Frank Hadow, 7-5, 6-1, 9-7. Daarna stopte hij met tennis, naar eigen zeggen omdat hij de sport te saai vond. Tussen 1874 en 1879 kwam hij ook vijfmaal uit voor het Engelse cricketteam.
Gore was de vader van kunstschilder Spencer Frederick Gore. Zijn jongere broer, Charles Gore (1853-1932), was een vooraanstaande theoloog.